# Hidetoshi Nakata
Hidetoshi Nakata (中田 英寿, Nakata Hidetoshi, Kofu, 22 januari 1977) is een Japans voormalig profvoetballer. Hij wordt in eigen land beschouwd als een van de beste, zo niet de beste, Japanse voetballer 
aller tijden. Nakata speelde als middenvelder voor onder meer AS Roma, Parma en Fiorentina. Hij werd in 1997 en 1998 uitgeroepen tot Aziatisch Voetballer van het Jaar en vermeld op de Lijst FIFA 100 beste spelers. Vanwege zijn voetbalkwaliteiten en opmerkelijke kapsels kreeg hij de bijnaam De Beckham van Azië naar de Engelse voetballer David Beckham.

## Clubvoetbal
Nakata begon zijn loopbaan als profvoetballer in 1995 bij Bellmare Hiratsuka. In juli 1998 vertrok de Japanner naar Italië, waar hij achtereenvolgens voor Perugia, AS Roma, Parma, Bologna en Fiorentina speelde. Met AS Roma won Nakata in 2001 de landstitel en met Parma won hij de Coppa Italia in 2002. In augustus 2005 verliet Nakata Italië om bij Bolton Wanderers te gaan voetballen.

## Nationaal elftal
Nakata debuteerde in mei 1997 in het Japans nationaal elftal en speelde 77 interlands, waarin hij elf keer scoorde. Hij nam met zijn land deel aan de WK's van 1998, 2002 en 2006. Het toernooi van 2002, gehouden in Japan en Zuid-Korea, werd met een plaats in de achtste finales het meest succesvolle WK voor Nakata. De wedstrijd tegen Brazilië op het WK 2006 was de laatste wedstrijd van Nakata als profvoetballer. Nakata vertegenwoordigde zijn vaderland eveneens op de Olympische Spelen 1996 in Atlanta. Ondanks een overwinning op Brazilië (1–0) werd de Japanse olympische selectie onder leiding van bondscoach Akira Nishino al in de groepsronde uitgeschakeld.

## Statistieken

### Club
| seizoen | club                      | land              | competitie     | wed. | goals |
| ------- | ------------------------- | ----------------- | -------------- | ---- | ----- |
| 1995    | Bellmare Hiratsuka        | Vlag van Japan    | J-League       | 26   | 8     |
| 1996    | Bellmare Hiratsuka        | Vlag van Japan    | J-League       | 26   | 2     |
| 1997    | Bellmare Hiratsuka        | Vlag van Japan    | J-League       | 21   | 3     |
| 1998    | Bellmare Hiratsuka        | Vlag van Japan    | J-League       | 11   | 3     |
| 1998/99 | Perugia                   | Vlag van Italië   | Serie A        | 33   | 10    |
| 1999/00 | Perugia                   | Vlag van Italië   | Serie A        | 15   | 2     |
| 2000/01 | AS Roma                   | Vlag van Italië   | Serie A        | 25   | 3     |
| 2000/01 | AS Roma                   | Vlag van Italië   | Serie A        | 25   | 7     |
| 2001/02 | Parma                     | Vlag van Italië   | Serie A        | 24   | 1     |
| 2002/03 | Parma                     | Vlag van Italië   | Serie A        | 31   | 4     |
| 2003/04 | Parma                     | Vlag van Italië   | Serie A        | 12   | 0     |
| 2003/04 | → Bologna (huur)          | Vlag van Italië   | Serie A        | 27   | 11    |
| 2004/05 | Fiorentina                | Vlag van Italië   | Serie A        | 20   | 0     |
| 2005/06 | → Bolton Wanderers (huur) | Vlag van Engeland | Premier League | 21   | 1     |

### Interlands
| Japans voetbalelftal | Japans voetbalelftal | Japans voetbalelftal |
| Jaar                 | Wed.                 | Dlp.                 |
| -------------------- | -------------------- | -------------------- |
| 1997                 | 16                   | 5                    |
| 1998                 | 10                   | 1                    |
| 1999                 | 3                    | 0                    |
| 2000                 | 4                    | 0                    |
| 2001                 | 7                    | 1                    |
| 2002                 | 8                    | 2                    |
| 2003                 | 11                   | 1                    |
| 2004                 | 2                    | 0                    |
| 2005                 | 10                   | 0                    |
| 2006                 | 6                    | 1                    |
| Totaal               | 77                   | 11                   |

## Erelijst
Bellmare Hiratsuka
- Asian Cup Winners Cup: 1996

 AS Roma
- Serie A: 2000/01

 Parma
- Coppa Italia: 2001/02

 Japan
- Kirin Cup: 1997
- Dynasty Cup: 1998

## FIFA-wereldelftal
Hidetoshi Nakata speelde op 16 december 1998 mee in het FIFA-wereldelftal, dat ter gelegenheid van het honderdjarige bestaan van de Federazione Italiana Giuoco Calcio aantrad tegen Italië en in het Olympisch Stadion met 6–2 verloor. Gabriel Batistuta en George Weah scoorden voor het gelegenheidsteam. Nakata viel na 56 minuten in voor Fernando Hierro.